# VdB 130
vdB 130 è una nebulosa a riflessione associata a un giovane ammasso aperto visibile nella costellazione del Cigno.
Si individua nella parte centrale della costellazione, circa 1,5° a sudovest della stella Sadr; il periodo più indicato per la sua osservazione nel cielo serale ricade fra i mesi di giugno e novembre ed è notevolmente facilitata per osservatori posti nelle regioni dell'emisfero boreale terrestre.
Chiaramente associata al complesso di nebulose al di là della Fenditura del Cigno, la sua distanza è stata inizialmente stimata attorno ai 1000 parsec (circa 3260 anni luce) e in seguito riconosciuta più accurata attorno ai 1500 parsec (4890 anni luce); appare illuminata direttamente dalla stella HD 228789, facente parte di un giovanissimo ammasso stellare formante un'associazione R, ossia un'associazione OB legata a nebulose a riflessione. Legata a questa struttura vi è la piccola regione H II DWB34 e numerose sorgenti di radiazione infrarossa; fra queste spicca IRAS 20153+3850, coincidente con la giovane stella azzurra HBHA 3703-01, di classe spettrale B5V o B6V e magnitudine 13,6, circondata a sua volta da una piccola e densa nebulosa denominata GM 2-39. L'intero gruppo di stelle sembrerebbe legato all'associazione Cygnus OB1, di cui costituirebbe un sottogruppo periferico circondato da una serie di globuli cometari, ossia bozzoli nebulosi densi dotati di una struttura a chioma.